# Tour des Flandres 1928
Le Tour des Flandres 1928 est la douzième édition du Tour des Flandres. La course a lieu le 25 mars 1928, avec un départ et une arrivée à Gand sur un parcours de 225 kilomètres.
Le vainqueur final est le coureur belge Jan Mertens, qui s'impose à Gand devant ses quatre compagnons d'échappées. Les Belges August Mortelmans et Louis Delannoy complètent le podium.

## Monts escaladés
- Quaremont (Nouveau Quaremont)
- Tiegemberg
- Kruisberg

## Classement final
|    | Coureur            | Pays     | Équipe          | Temps           |
| -- | ------------------ | -------- | --------------- | --------------- |
| 1  | Jan Mertens        | Belgique | Securitas       | 6 h 55 min 00 s |
| 2  | August Mortelmans  | Belgique | Touring-Pirelli | m. t.           |
| 3  | Louis Delannoy     | Belgique | Securitas       | m. t.           |
| 4  | Lucien Buysse      | Belgique | Automoto        | m. t.           |
| 5  | Armand van Bruaene | Belgique | La Nordiste     | m. t.           |
| 6  | Leander Gijssels   | Belgique | Automoto        | + 7 min 30 s    |
| 7  | Julien Vervaecke   | Belgique | Armor-Dunlop    | + 7 min 35 s    |
| 8  | Joseph Van Dam     | Belgique |                 | + 8 min 30 s    |
| 9  | Jules Deschepper   | Belgique | Van Hauwaert    | + 8 min 35"     |
| 10 | Raoul Degroote     | Belgique |                 | + 8 min 40 s    |